# Antioch XI Epifanes Filadelfos
Antioch XI Epifanes Filadelfos – władca państwa Seleucydów w latach od około 93 do 92 p.n.e., syn Antiocha VIII Gryposa, brat Seleukosa VI Epifanesa.
Był jednym z uczestników wewnętrznych potyczek, które spowiły ostatnie lata niegdyś potężnego królestwa Seleucydów, w czasach Antiocha XI zredukowanego do niewielkich terytoriów wokół Damaszku. Po klęsce rodzonego brata w 93 p.n.e. wraz z Filipem Filadelfosem podjął się ryzykownej próby zajęcia Antiochii, którą kontrolował przez krótki czas. Utonął w Orontesie, podczas przekraczania go na koniu w roku 92 p.n.e., kiedy uciekał przed Antiochem X po przegranej bitwie.